# Буальи, Жюльен Леопольд
Жюльен Леопольд (Жюль) Буальи, также Буайи (фр. Julien Léopold Boilly, Jules Boilly; 30 августа 1796, Париж — 14 июня 1874, там же) — французский живописец, художник-иллюстратор, акварелист и литограф. Старший сын и ученик Луи-Леопольда Буальи. Известен серией литографированных портретов известных людей его времени, а также женщин, которые торговцы печатными изданиями непочтительно называли «сюитой в синих чулках» (la suite des bas-bleus).

## Жизнь и творчество
Жюльен-Леопольд родился в семье живописца Луи-Леопольда Буальи. Начальные уроки рисования получил от отца; в дальнейшем учился в школе в Версале, в том числе у такого мастера живописи, как Антуан-Жан Гро. В 1814 году поступил в Школу изящных искусств в Париже. В 1826 году молодой художник совершил учебную поездку в Италию. В 1860-х годах путешествовал по странам Дальнего Востока, посетил Японию и Китай.
Работал преимущественно как портретист. В 1820 году Буальи создал серию из 73 акварельных карикатур на членов Института Франции, в том числе на французского математика Адриена-Мари Лежандра — это единственный из известных его портретов.
Буальи также известен как коллекционер рисунков, книг и автографов. Его коллекция рисунков в 1869 году была продана с аукциона в Париже, остальные его коллекции после его смерти — в Париже в 1874 году.
Оба младших брата Жюльен-Леопольда, Эдуар Буальи (1799—1854) и Альфонс Буальи (1801—1867) также были художниками.

## Галерея

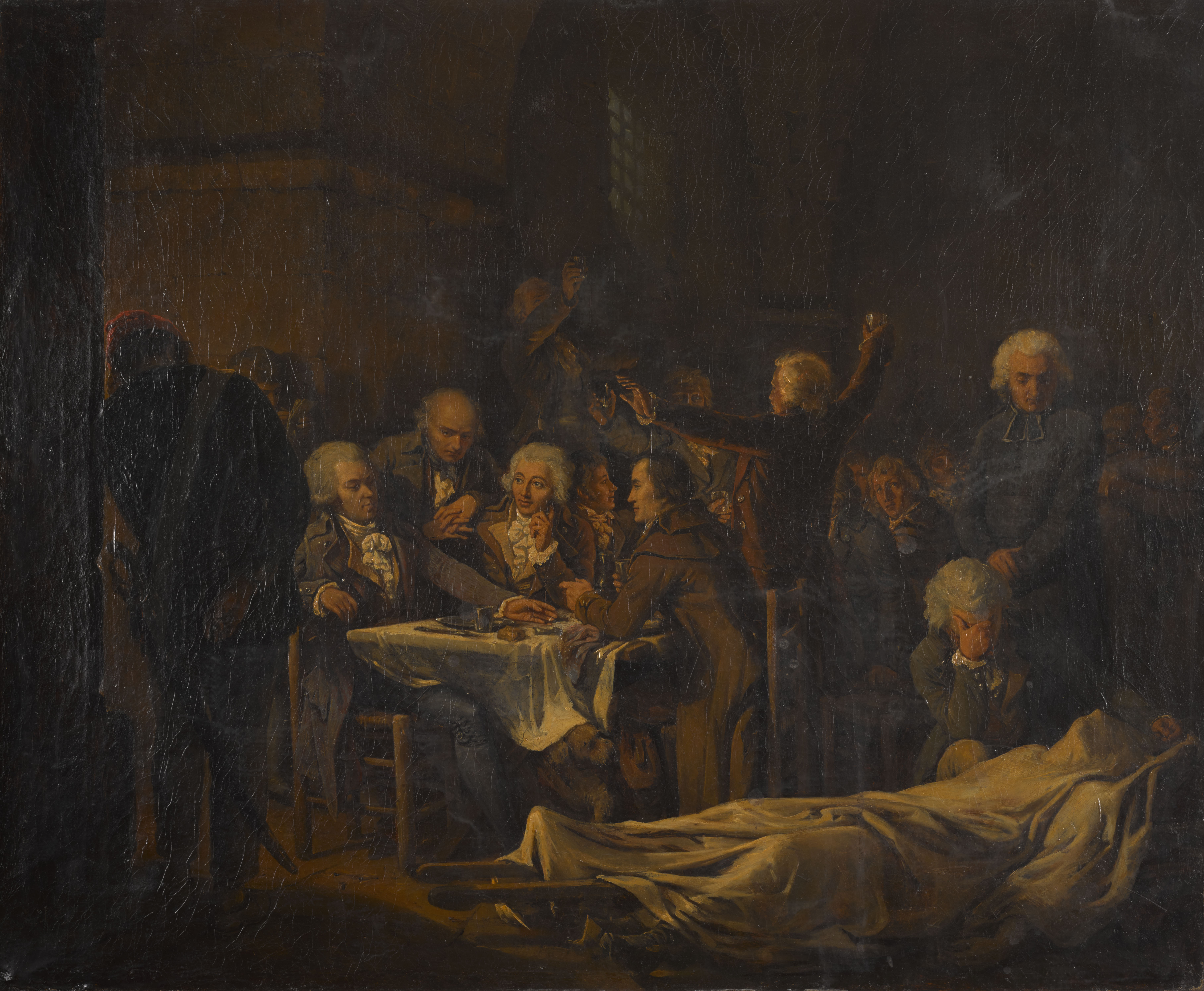
Последнее собрание жирондистов
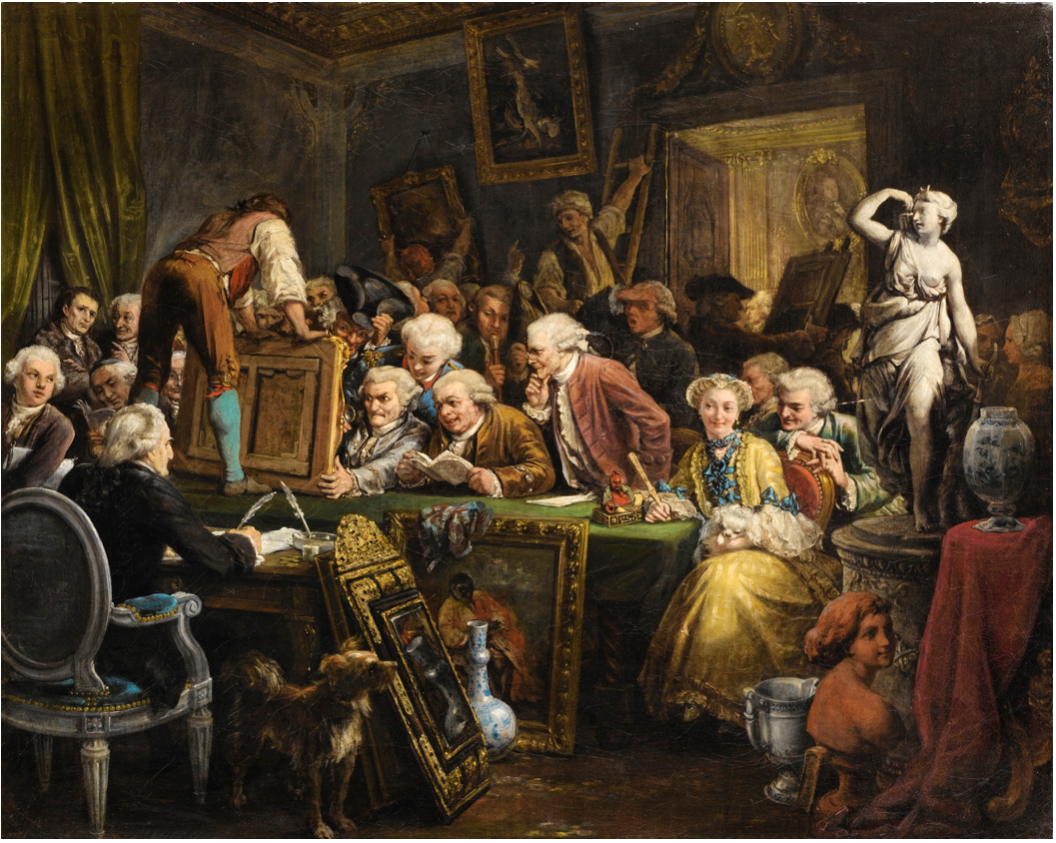
Аукцион
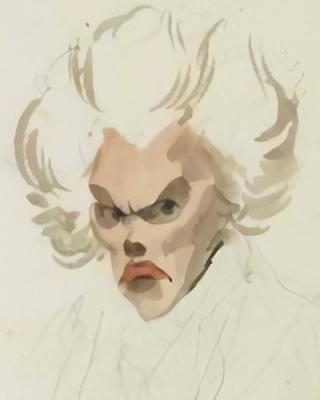
Адриен-Мари Лежандр. Карикатура. Акварель
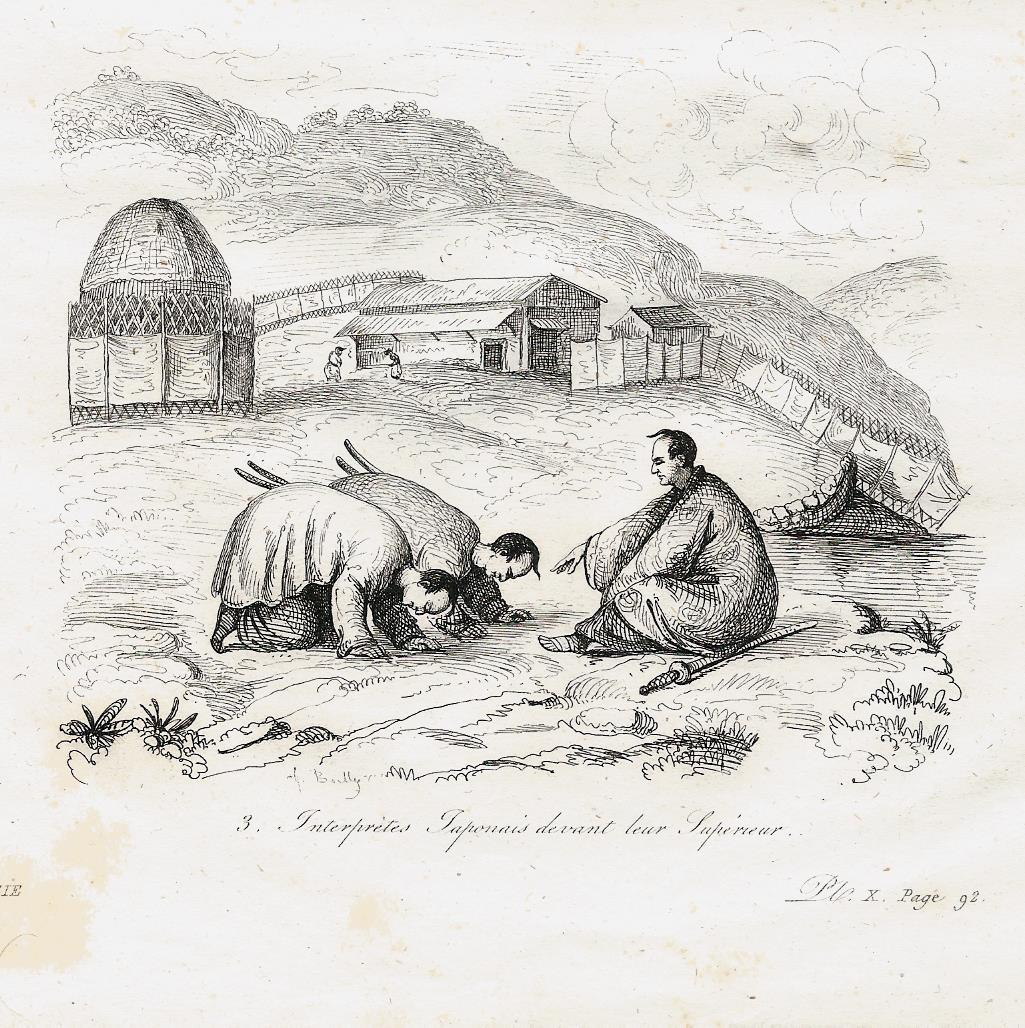
Японские солдаты перед офицером
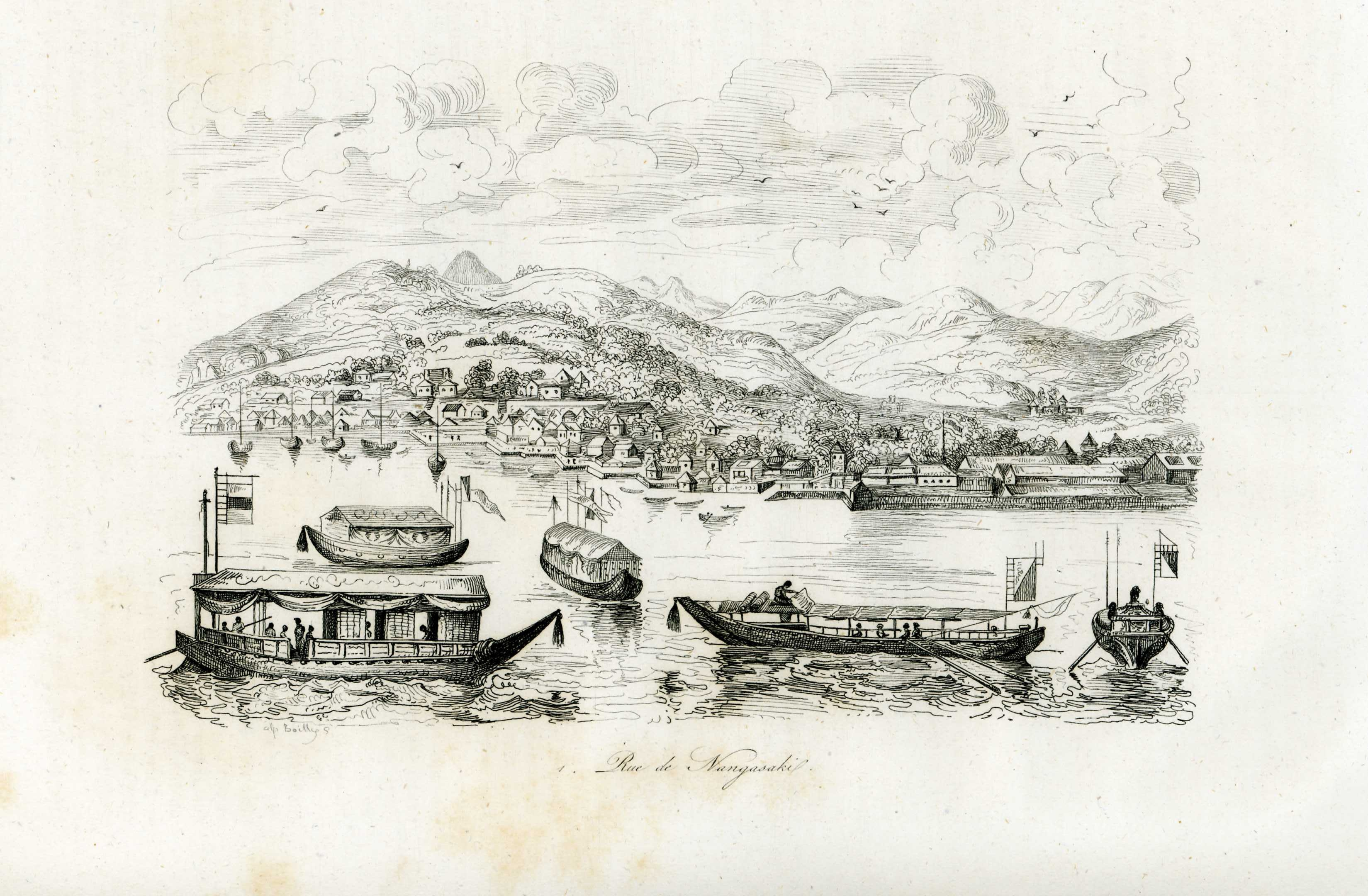
Вид на Нагасаки

## Галерея литографированных портретов

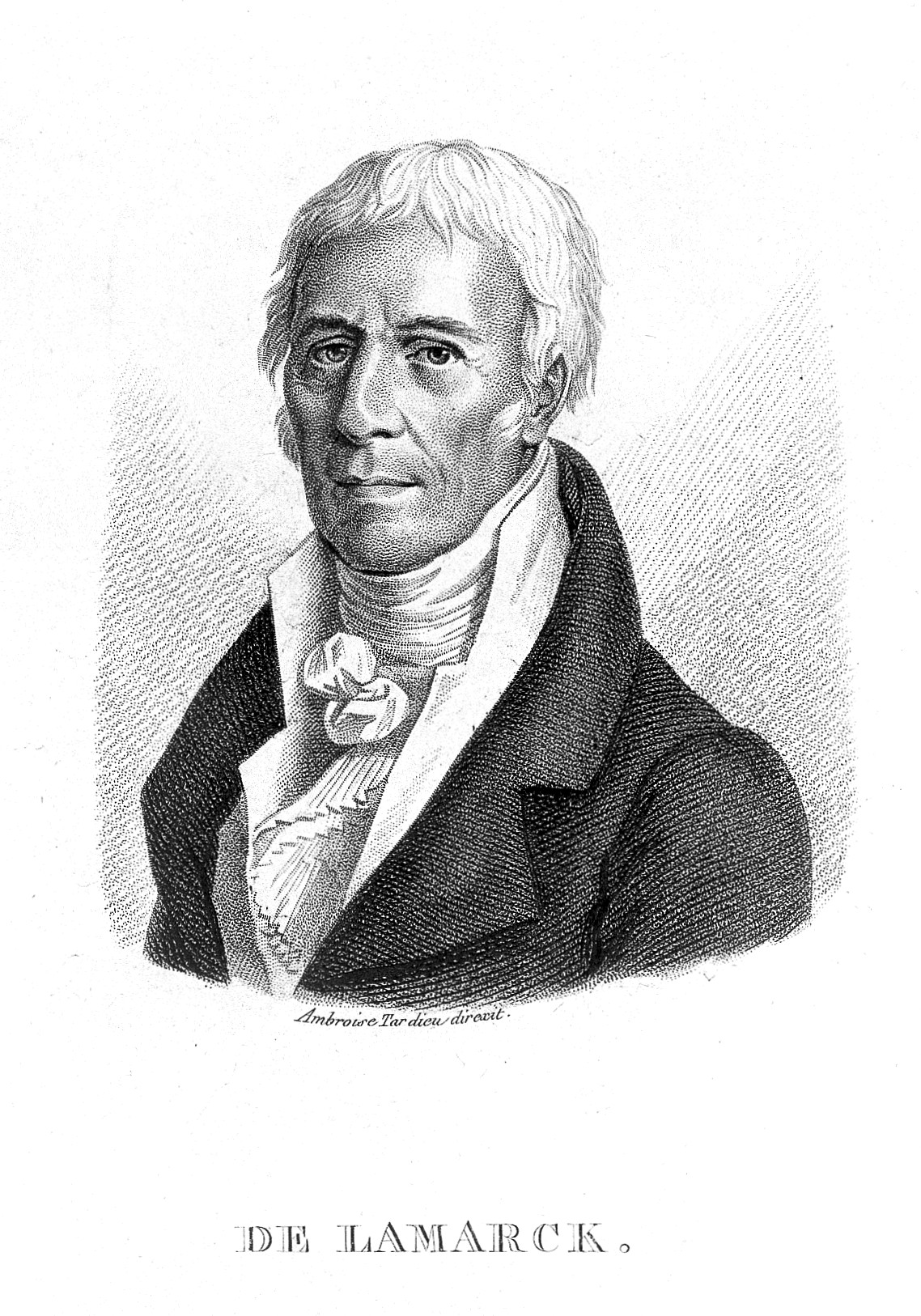
Антуан де Ламарк
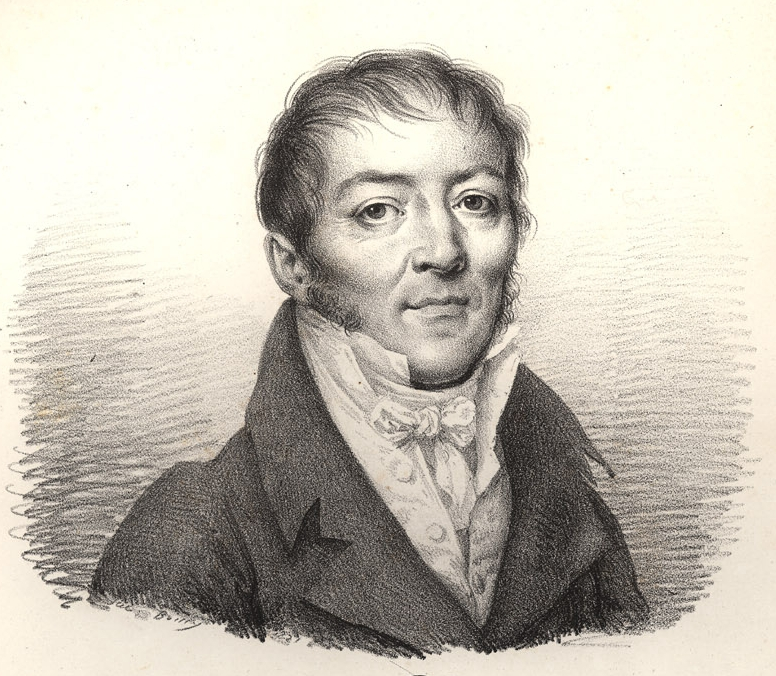
Алексис Бювар
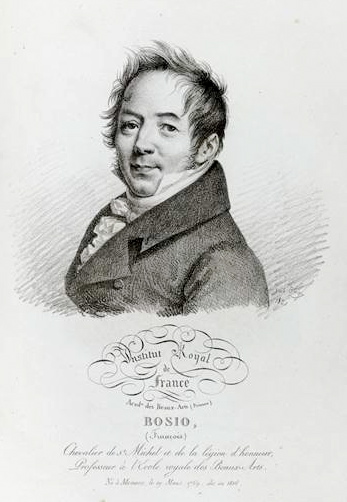
Франсуа-Жозеф Бозио
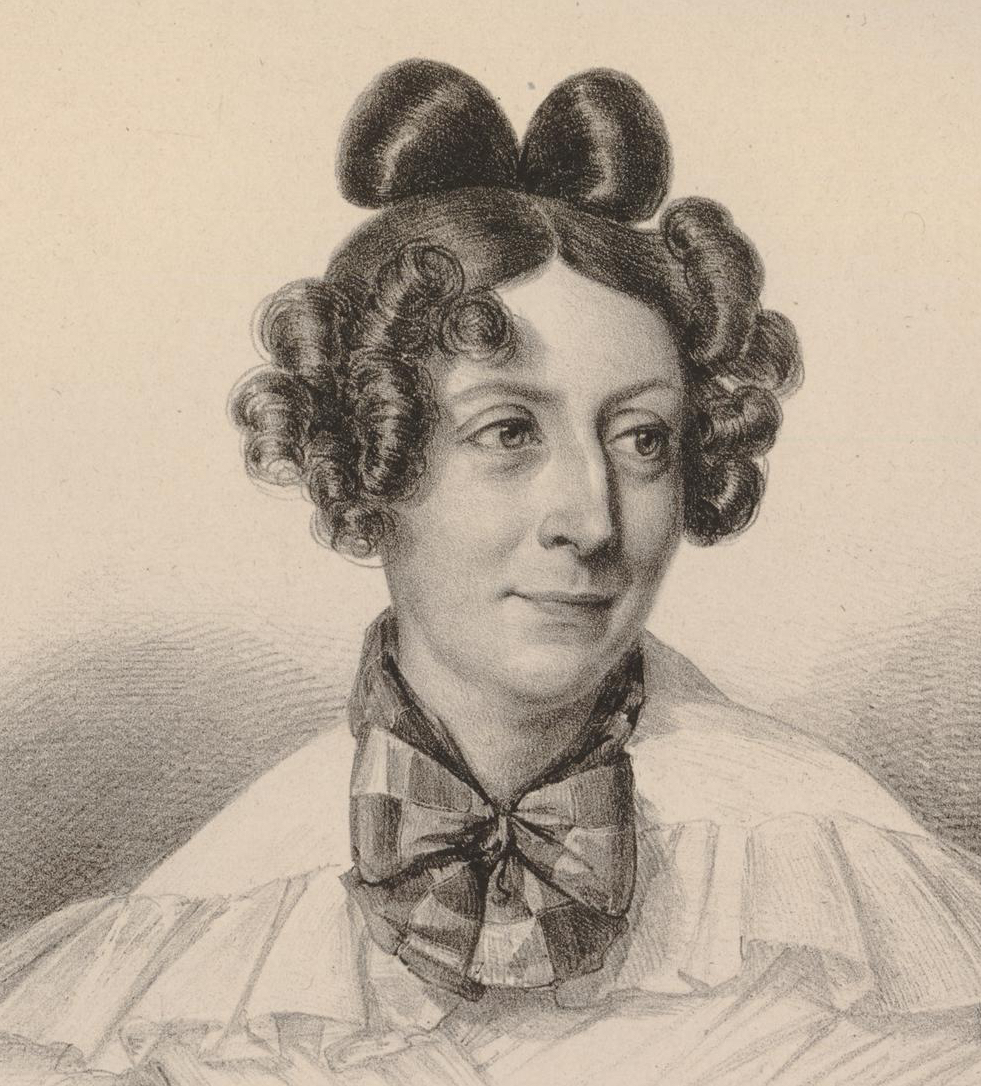
Герцогиня Лаура-Жюно д'Aбрантес
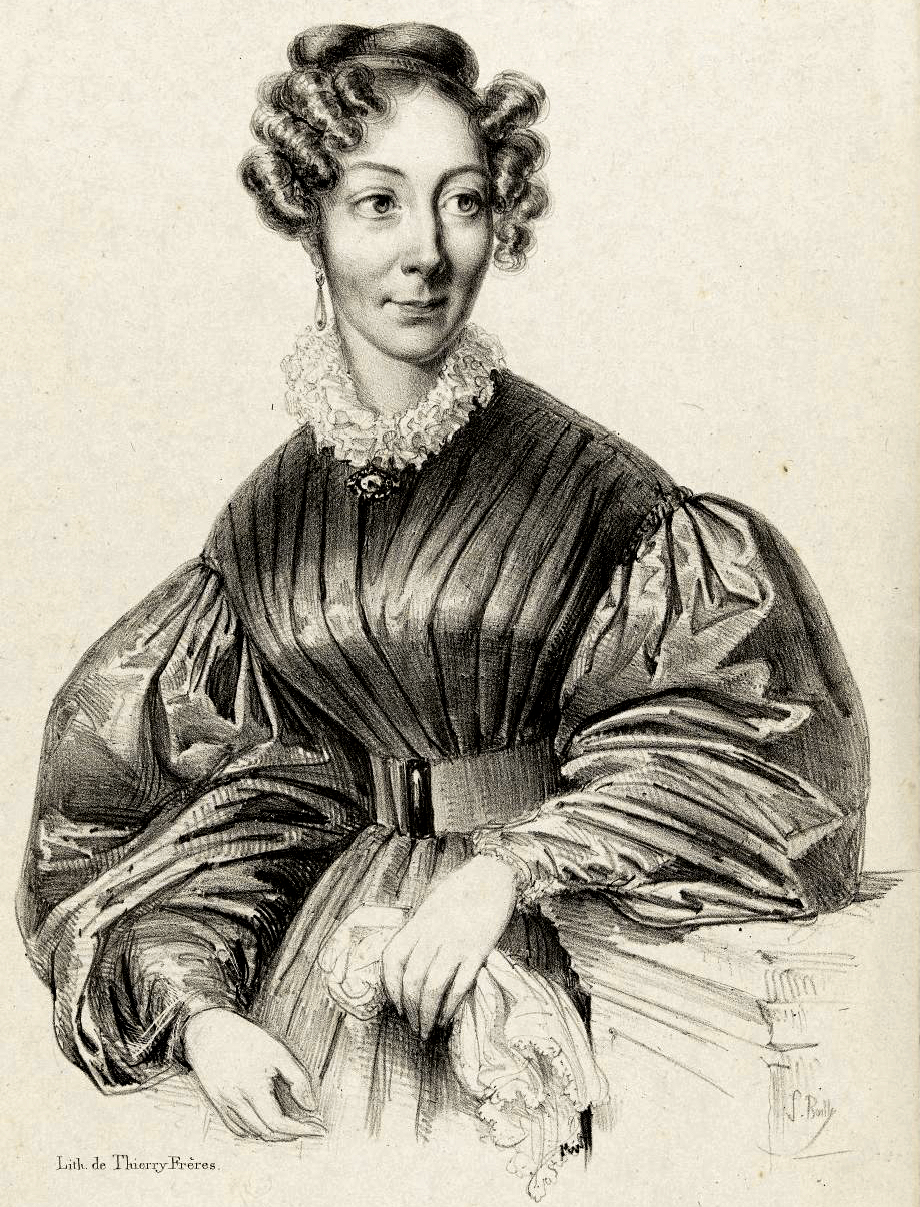
Клеманс Робер
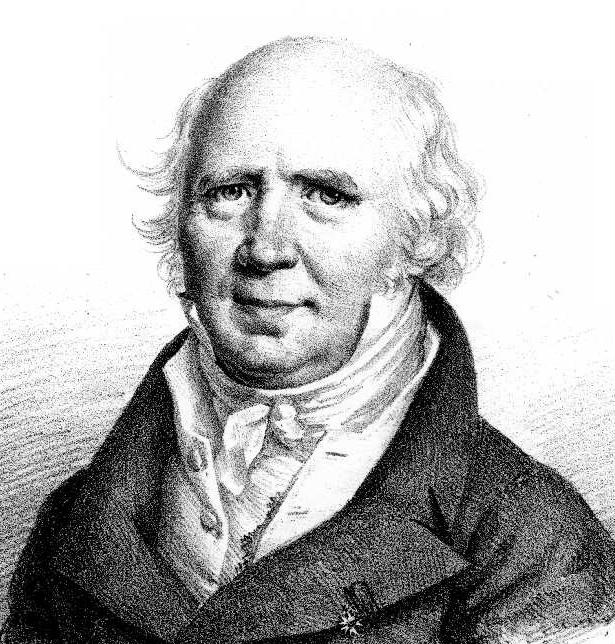
Пьер-Симон Жирар
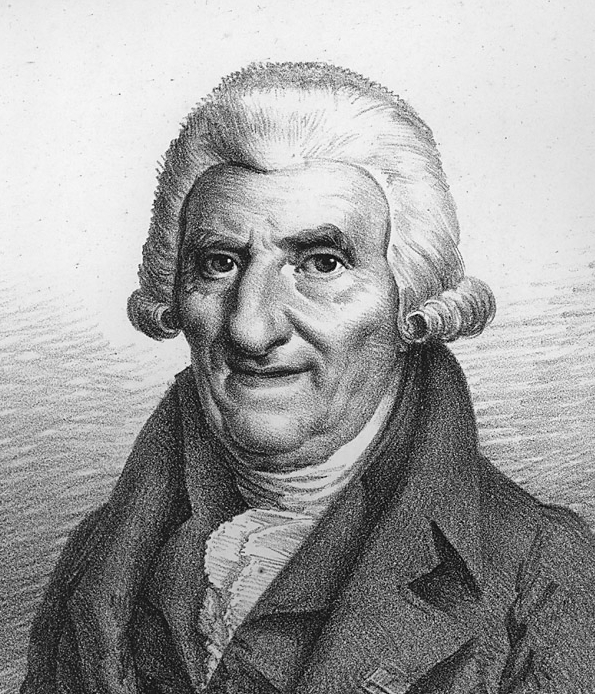
Граф Жан-Доминик де Кассини
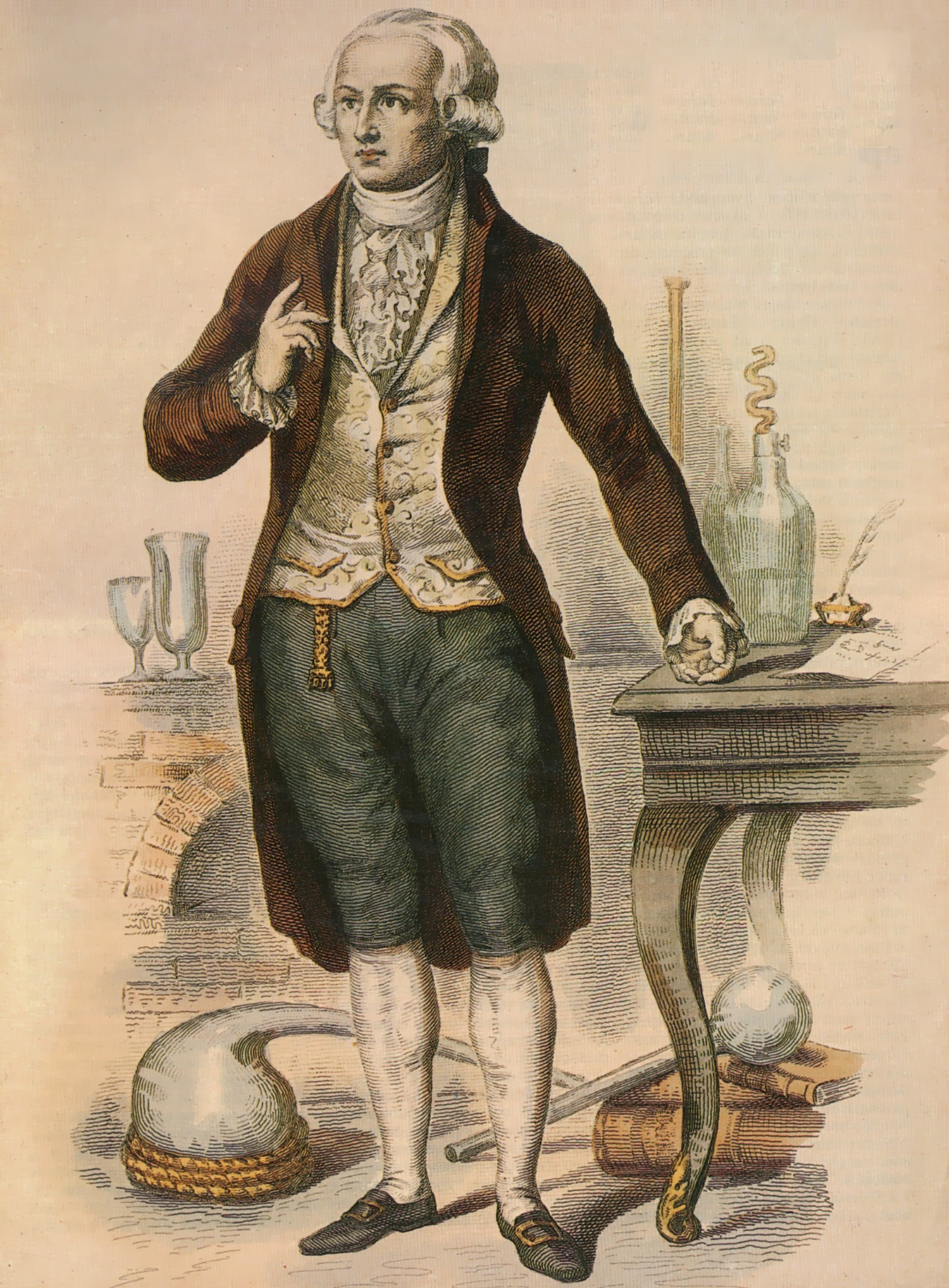
Антуан-Лоран Лавуазье

## Иллюстрированные издания
- Иконография Королевского французского института, 87 листов (Iconographie de l’Institut royal de France. [ca. 1820—1821]. 87 Tafeln) (Digitalisat).
- Королевский Французский институт, портреты академиков, литографии, 158 листов (Institut royal de France. Recueil de portraits de personnages célèbres faisant partie des quatre différentes classes académiques de l’Institut, lithographiés par Boilly fils. 158 Tafeln.). Blaisot, Paris [ca. 1820—1823].
- Коллекция итальянских народных костюмов, 1827 год (Collection de costumes italiens, dessinés nature en 1827). Daudet l’ainé, Paris [1827].
- Биографии французских женщин-издательниц, с портретами (Biographie des femmes auteurs contemporaines françaises), avec portraits dessinés par M. Jules Boilly, sous la direction de Alfred de Montferrand. Armand-Aubrée, Paris 1836 (Digitalisat).
- Путешествие художника по обеим Америкам (Voyage pittoresque dans les deux Amériques : résumé général de tous les voyages). Par les rédacteurs du voyage pittoresque autour du monde. Publ. sous la dir. de Alcide d’Orbigny. Accompagné de cartes et de nombreuses gravures en taille-douce sur acier, d’après les dessins de MM. de Sainson et Jules Boilly. L. Tenré Paris 1836.